# Сейхас, Антонио Мария
Антонио Мария Сейхас Бьейра (исп. Antonio María Seijas Bieyra; 30 сентября 1767, Туй — XIX век) — испанский государственный деятель. Министр финансов Испании с октября по декабрь 1837 года.

## Биография
Свою карьеру госслужащего он начал в 1785 году в качестве писаря в Главном управлении охраны. Через семь лет он был назначен заместителем почётного инспектора, а ещё через год почётным атташе в администрации Логроньо. Вскоре после этого он был назначен временным администратором табачной фабрики в Нахере. На государственную службу Сейхас Бьейра вернулся в 1797 году, заняв должность главы конной полиции в своём родном городе. Четыре года спустя на посту главы охранного управления Малаги он дослужился до звания офицера. Через два года после окончания Пиренейских войн, он занял должность бухгалтера в налоговой службе комарки Сантьяго. С 1817 по 1818 год Сейхас Бьейра занимал пост главы администрации провинции Сория. Сложив с себя губернаторские полномочия он вновь занялся бухгалтерским учётом, заняв соответствующую должность сначала в таможенном управлении Барселоны, а затем Кадиса. В 1824 году он стал интендантом нескольких провинций.
7 октября 1837 года он получил назначение на пост министра финансов в уходящем кабинете правительства под председательством Бальдомеро Эспартеро. Министерскую должность Сейхас совмещал с членством в Совете по тарифам. Его недолгая деятельность в финансовом ведомстве получила негативную оценку со стороны бывшего министра финансов Хавьера де Бургоса.